# Société géologique de France

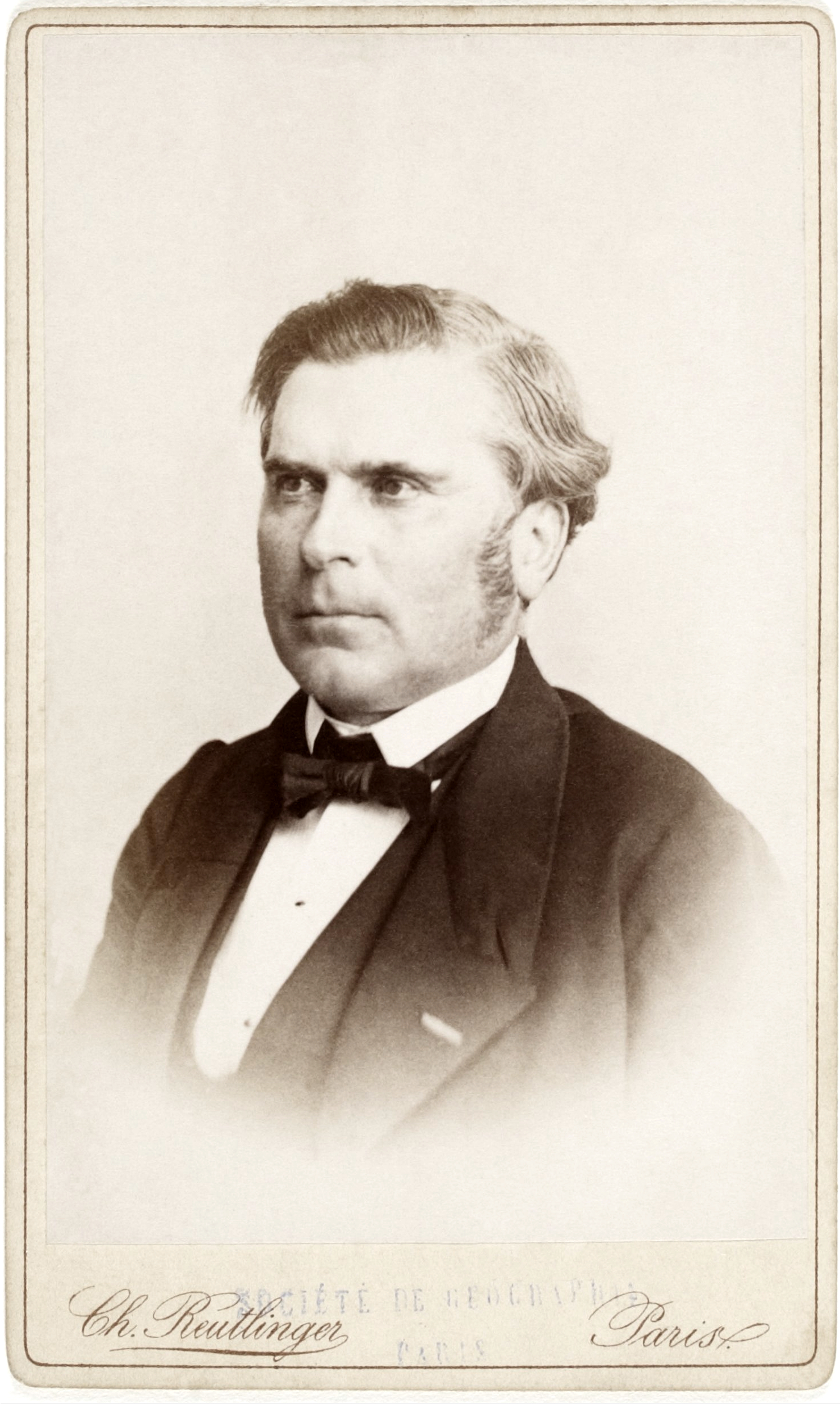
Edmond Hébert, dreimal Präsident

Die Société géologique de France (SGF), gegründet am 17. März 1830, ist eine französische gemeinnützige geowissenschaftliche Gesellschaft mit etwa 1450 Mitgliedern (Stand: 2009).

## Geschichte
Die Gesellschaft wurde von einer Gruppe um Constant Prévost gegründet, darunter Ami Boué (1794–1881) und Jules Desnoyers (1800–1887). Die Gründungsstatuten legen als Ziele fest, „... einen Beitrag zu leisten zur Förderung der Wissenschaften der Erde und der Planeten, sowohl durch eigene Kraft als auch durch die Beziehungen zur Industrie, Landwirtschaft, Umwelt und Erziehung.“ Zu dieser Zeit wurde die Geologie in Frankreich vor allem unter der Oberhoheit des Corps des Mines und der Académie des sciences betrieben. Im August 1830 präsentierte Prévost die Gesellschaft dem neuen König Louis-Philippe I., der nach dem Ende der Julirevolution von 1830 den Thron bestiegen hatte. Er betonte die Freiheit von Gedanken und Taten, die den Mitgliedern zugestanden werden sollte: „Eure Hoheit, die Wissenschaften brauchen Freiheit, um zu gedeihen.“ Dies bezog sich nicht auf politische Freiheit, sondern auf die Freiheit gegenüber den anderen wissenschaftlichen Gesellschaften dieser Zeit. Dies galt vor allem der Académie des sciences und ihrem Präsidenten Georges Cuvier, dessen mit Starrsin verfolgten fixistischen Ideen das Studium anderer Denkrichtungen behinderten, so etwa die Ideen von Lamarck. Der König gewährte der Gesellschaft die Gemeinnützigkeit am 3. April 1832.

## Die Gesellschaft
Der erste Vorstand bestand aus Louis Cordier, André Brochant de Villiers, Alexandre Brongniart, Armand Dufrénoy, Léonce Élie de Beaumont und Henri-Marie Ducrotay de Blainville. Treu der Auffassung wissenschaftlicher Freiheit, waren die Mitglieder nicht alle Lamarckisten: die Meinungsfreiheit wurde hoch gehalten und die Individualität der Mitglieder respektiert. So wurde etwa Alcide d’Orbigny, ein überzeugter Katastrophist, 1843 zum Präsidenten gewählt. Die Gesellschaft wurde rasch über die Grenzen Frankreichs bekannt, so dass 1850 mehr als ein Drittel der Mitglieder Nichtfranzosen waren, unter ihnen Charles Darwin, Charles Lyell oder Roderick Murchison.
Die SGF besitzt vier spezialisierte Untergliederungen: die Vulkanologie und die Meereswissenschaften sind reine Forschungssektionen, während die Sektion zur Verbreitung der Erdwissenschaften (Géole) auch wissenschaftspolitische Ziele verfolgt. Die Jugendsektion richtet sich an Studenten der Geowissenschaften, Lehrer, Gelehrte, Unternehmer oder Liebhaber unter 35 Jahre. Außerdem gibt es vier Kommissionen.

## Aktivitäten
Seit ihrer Gründung veröffentlicht die SGF das Bulletin de la société géologique de France, und zwischen 1833 und 1912 die Mémoires de la société géologique de France. Von 1890 bis 1923 wurden paläontologische Arbeiten in den Mémoires de la société géologique de France / Paléontologie getrennt publiziert, um dann wieder in die allgemeinen Mémoires eingegliedert zu werden. Die Sitzungsberichte erschienen zunächst im Bulletin, um dann ab 1910 in den Comptes rendus des séances zu erscheinen, die 1912 in Compte rendu sommaire des séances de la société géologique de France umbenannt wurden und von 1972 à 1997 Bulletin de la Société Géologique de France. Compte rendu sommaire des séances de la société géologique de France. Das Bulletin ist auch heute noch eine international angesehene geowissenschaftliche Reihe mit Peer-Review. Weitere Publikationen der SGF sind Géochronique und die Berichte zu den Réunions des sciences de la Terre.
Die Gesellschaft veranstaltet alle zwei Jahre einen Kongress, die „Réunion des sciences de la Terre“ (Versammlung der Geowissenschaften), und hält jedes Jahr 16 wissenschaftliche Sitzungen ab. Das Portail de la géologie, ein Internetauftritt 15 verschiedener geowissenschaftlicher Vereinigungen, wurde bis 2006 von der SGF verwaltet.
Die SGF vergibt verschiedene Wissenschaftspreise, darunter seit 1910 den nach Albert GAUDRY (1827–1908) benannten Prix Gaudry, den Hauptpreis der Gesellschaft.